# Kissa Sins
Kissa Sins (Pasadena, California; 22 de junio de 1987) es una actriz pornográfica y modelo erótica estadounidense.

## Biografía
Aunque Kissa Sins nació en Pasadena, en el estado de California, a los seis años de edad se mudó con su familia a Toronto (Canadá), donde residió otros diez años. Kissa desarrolló una carrera como empresaria, dedicándose principalmente al mundo de la planificación de bodas.
Entró en la industria pornográfica tras comenzar a salir con el actor Johnny Sins, a quien conoció a través de Instagram. Debutó a los 28 años de edad, rodando su primera escena para Brazzers.
Como actriz, ha trabajado para productoras como Evil Angel, Girlfriends Films, Brazzers, Tushy, Digital Playground, Jules Jordan Video, Archangel, Pure Taboo, Girlsway, Burning Angel, Hard X, Mile High, Pulse Distribution o Sweetheart Video.
Por su relación con Johnny Sins, desarrollaron un reality show web sobre su vida y su faceta más personal que dio luego pasó a una página web y a una saga de diversas entregas pornográficas: Sins Life.
En 2018 se alzó en los Premios AVN con el galardón a la Mejor escena de sexo lésbico, junto a Katrina Jade, por I Am Katrina.
Ese mismo año grabó Corruption of Kissa Sins, película en la que realizó sus primeras escenas de sexo anal, doble penetración y sexo interracial.
Ha rodado más de 470 películas como actriz.
Alguno de sus trabajos destacados son All Girl Frenzy, Filthy Fucks, Finish In My Pussy, Happy Endings, Jesse Sex Machine 2, Lesbian Strap-On Bosses 2, Oil Overload 14, Pornstar Paradise, Sins Life y Tasty Treats 3.

## Premios y nominaciones
| Año  | Ceremonia                   | Resultado | Premio                                                 | Trabajo                        |
| ---- | --------------------------- | --------- | ------------------------------------------------------ | ------------------------------ |
| 2015 | Inked Awards                | Nominada  | Mejor culo                                             | —                              |
| 2015 | Inked Awards                | Nominada  | Estrella del año                                       | —                              |
| 2016 | Premios AVN                 | Nominada  | Mejor actriz revelación                                | —                              |
| 2016 | Premios AVN                 | Nominada  | Mejor escena de sexo chico/chica                       | Sins Life 2                    |
| 2016 | Premios AVN                 | Nominada  | Premio fan: Debutante más caliente                     | —                              |
| 2016 | Premios AVN                 | Nominada  | Premio fan: Culo más épico                             | —                              |
| 2016 | Spank Bank Awards           | Nominada  | Best High Speed DSL                                    | —                              |
| 2016 | Spank Bank Awards           | Nominada  | Best 'Resting Bitch' Face                              | —                              |
| 2016 | Spank Bank Awards           | Nominada  | Pretty In Pink                                         | —                              |
| 2016 | Spank Bank Awards           | Nominada  | Super Squirter of the Year                             | —                              |
| 2016 | Spank Bank Technical Awards | Ganadora  | Most Likely To Go Commando While Wearing a Grass Skirt | —                              |
| 2016 | Premios XBIZ                | Nominada  | Mejor actriz revelación                                | —                              |
| 2017 | Premios AVN                 | Nominada  | Mejor escena de sexo en grupo                          | Sins Life                      |
| 2017 | Premios AVN                 | Nominada  | Premio fan: Culo más épico                             | —                              |
| 2017 | Premios AVN                 | Ganadora  | Premio fan: Web Queen                                  | —                              |
| 2017 | Spank Bank Technical Awards | Ganadora  | Porn Girls' Favorite Mistress                          | —                              |
| 2017 | Premios XBIZ                | Nominada  | Mejor escena de sexo en película gonzo                 | Oil Overload 14                |
| 2018 | Premios AVN                 | Nominada  | Mejor escena de sexo lésbico en grupo                  | Villain                        |
| 2018 | Premios AVN                 | Ganadora  | Mejor escena de sexo lésbico                           | I Am Katrina                   |
| 2018 | Premios AVN                 | Nominada  | Mejor escena de trío M-H-M                             | Sins Life: Sex Tour            |
| 2018 | Premios AVN                 | Nominada  | Premio fan: Culo más épico                             | —                              |
| 2018 | Premios AVN                 | Nominada  | Premio fan: Estrella mediática                         | —                              |
| 2018 | Spank Bank Awards           | Nominada  | Best Body Built For Sin                                | —                              |
| 2018 | Spank Bank Awards           | Nominada  | Masturbator of the Year                                | —                              |
| 2018 | Spank Bank Awards           | Nominada  | Threesome Savant of the Year                           | —                              |
| 2018 | Spank Bank Technical Awards | Ganadora  | Paragon Of Positivity And Happiness                    | —                              |
| 2018 | Inked Awards                | Nominada  | Mejor escena lésbica                                   | Fetish Fanatic 23              |
| 2018 | Inked Awards                | Nominada  | Mejor escena lésbica                                   | Villain                        |
| 2019 | Premios AVN                 | Nominada  | Artista femenina del año                               | —                              |
| 2019 | Premios AVN                 | Nominada  | Mejor actuación solo / tease                           | The Corruption of Kissa Sins   |
| 2019 | Premios AVN                 | Nominada  | Mejor escena escandalosa de sexo                       | Leigh Raven Prove Something    |
| 2019 | Premios AVN                 | Nominada  | Mejor escena escandalosa de sexo                       | Wrath of God II                |
| 2019 | Premios AVN                 | Ganadora  | Mejor escena de sexo lésbico                           | Abigail                        |
| 2019 | Premios AVN                 | Nominada  | Mejor escena de trío M-H-M                             | The Corruption of Kissa Sins   |
| 2019 | Premios AVN                 | Nominada  | Premio fan: Artista femenina favorita                  | —                              |
| 2019 | Premios AVN                 | Nominada  | Premio fan: Culo más épico                             | —                              |
| 2019 | Premios XBIZ                | Nominada  | Artista femenina del año                               | —                              |
| 2019 | Premios XBIZ                | Nominada  | Mejor escena de sexo en película gonzo                 | Manuel's Maximum Penetration 6 |
| 2019 | Premios XBIZ                | Nominada  | Mejor escena de sexo en película lésbica               | Abigail                        |
| 2019 | Premios XBIZ                | Nominada  | Mejor escena de sexo en película vignette              | Fixing For a Fuck              |
| 2019 | Premios Urban X             | Nominada  | Artista femenina del año                               | —                              |
| 2020 | Premios AVN                 | Nominada  | Mejor escena de sexo anal                              | Dredd Up Your Ass 2            |
| 2020 | Premios AVN                 | Nominada  | Mejor escena de sexo en grupo                          | Greedy Bitches                 |
| 2020 | Premios AVN                 | Nominada  | Mejor escena de sexo en grupo                          | Twerk Class in Session         |
| 2020 | Premios XBIZ                | Nominada  | Mejor escena de sexo en película gonzo                 | Anal Nymphos Anal Legends 4    |
| 2020 | Premios XBIZ                | Nominada  | Mejor escena de sexo en película de temática erótica   | Love Song                      |